# 八一大桥
八一大桥是江西省南昌市主要桥梁之一，连接赣江东岸东湖区的阳明路和沿江北大道及西岸红谷滩新区的庐山南大道，桥面双向四车道（不含两条非机动车道），是南昌交通纽带和标志性建筑。

## 历史
老桥建成于1936年，原名中正大桥，系木面桥梁，桥宽仅为10米。解放后对大桥进行了改建，更名为“八一大桥”。后因旧桥无法满足日益繁忙的交通，有关部门在1995年11月5日于老桥上游50米处动工兴建新桥；新桥是江西省第一座斜拉桥，也是南昌最长的一条斜拉索桥。新桥竣工通车后，老桥被爆破拆除，但新桥东岸引桥下的老桥桥头石柱被保留至今。

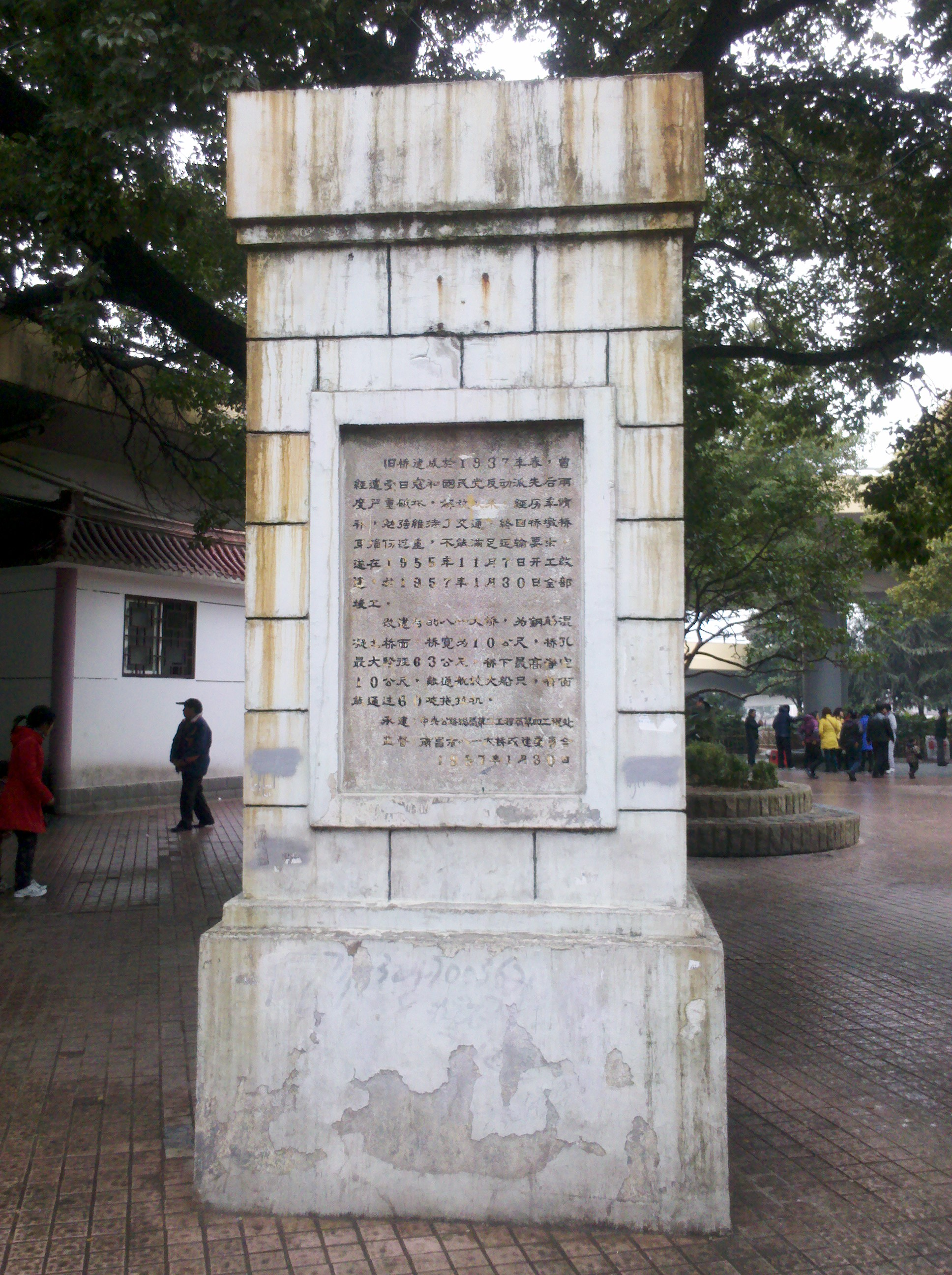
八一桥东岸引桥下保留的老八一桥桥头石柱。

## 雕塑
大桥北侧为两只石狮子雕塑，有“解放思想，实事求是”的含义；大桥南侧桥头堡“白猫黑猫”雕塑是为纪念改革开放二十周年而設，江西省人民政府根据邓小平的名言：“不管白猫黑猫抓到老鼠就是好猫”的改革开放思想而树立該雕塑。设计作者为南昌大学艺术与设计学院周曙教授。1996年9月设计，并于1997年5月建成。白猫为汉白玉石材，黑猫为福建省福鼎黑石材。
这两只石像猫的来源还有一个说法，是因为时任中共中央总书记江泽民考察江西时询问大桥南侧有无石像，当时的中共江西省委书记吴官正由于普通话不好讲不好，把“还没”说成“hei mao”，江泽民以为是黑猫于是说“黑猫好！黑猫好！不管黑猫白猫，只要抓住老鼠就是好猫！”而造就这两个石猫雕像。